# Radnor (Ohio)
Radnor – jednostka osadnicza w Stanach Zjednoczonych, w stanie Ohio, w hrabstwie Delaware.